# Zayed Khan
Pour les articles homonymes, voir Khan (homonymie).
Zayed Khan, né le 5 juillet 1980, est un acteur de Bollywood. Il devient connu après le succès du film Main Hoon Na. 
C'est le fils de Sanjay Khan et le beau-frère de Hrithik Roshan. 

## Filmographie
- 2003 : Chura Liyaa Hai Tumne, de Sangeeth Sivan
- 2004 : Main Hoon Na, de Farah Khan
- 2005 : Vaada, de Satish Kaushik
- 2005 : Shabd, de Leena Yadav
- 2005 : Dus, de Anubhav Sinha
- 2005 : Shaadi No. 1, de David Dhawan
- 2006 : Fight Club, de Vikram Chopra
- 2007 : Speed de Harry Bajewa
- 2008 : Cash de Anubhav Sinha
- 2009 : Blue
- 2010 : Anjaana Anjaani de Sajid Nadiadwala
- 2011 : Love Breakups Zindagi de Zayed Khan
- 2012 : Tezz de Ratan Jain